# キ112 (航空機)
キ112は、大日本帝国陸軍によって計画された爆撃機。実機の製作には至っていない。

## 概要
キ112は陸軍から三菱重工業に対して試作指示が行われた爆撃機で、1944年（昭和19年）前半に基礎研究が開始された。四式重爆撃機（キ67）を木製化した機体だとする資料と、近距離爆撃機として計画が進められたとする資料がある。四式重爆の木製化とする資料では、原型となったのはキ67IIであり、一部の鋼製化も検討されていたとされる。また、固定武装も20mm機関砲ホ5計3門に強化されている。
当初、三菱はフルカン接手式二段過吸機を備えた自社製の「ハ214フ」空冷星型18気筒エンジン（離昇2,300 hp）または「ハ211フ」空冷星型18気筒エンジンを使用する計画を立てていたが、1944年10月に陸軍（または軍需省）から排気タービン過吸機を有する「ハ214ル」（離昇2,500 hp）へのエンジン変更を命じられた。三菱はエンジン変更が困難なことからこれに反対してハ214フのままでの計画継続を希望し、この意見の相違を原因として開発が停滞したまま計画は中止された。